# U17-Europamästerskapet i fotboll för damer 2015
U17-Europamästerskapet i fotboll för damer 2015 spelades på Island 22 juni–4 juli 2015.

## Gruppspel

### Grupp A
| Nr | Lag      | S | V | O | F | GM | IM | MS | P |
| -- | -------- | - | - | - | - | -- | -- | -- | - |
| 1  | Spanien  | 3 | 2 | 1 | 0 | 7  | 1  | +6 | 7 |
| 2  | Tyskland | 3 | 2 | 0 | 1 | 10 | 4  | +6 | 6 |
| 3  | England  | 3 | 1 | 1 | 1 | 4  | 7  | −3 | 4 |
| 4  | Island   | 3 | 0 | 0 | 3 | 1  | 10 | −9 | 0 |

|             | 22 juni 2015 | England       | 1 – 1           | Spanien          | Grindavíkurvöllur                                        |                                                          |
| 13:00 UTC±0 | 13:00 UTC±0  | Zoe Cross 51′ | (0 – 0) Rapport | 54′ Lucía García | Grindavík Publik: 271 Domare: Ivana Martinčić (Kroatien) | Grindavík Publik: 271 Domare: Ivana Martinčić (Kroatien) |
| 13:00 UTC±0 | 13:00 UTC±0  |               |                 |                  | Grindavík Publik: 271 Domare: Ivana Martinčić (Kroatien) | Grindavík Publik: 271 Domare: Ivana Martinčić (Kroatien) |
| 13:00 UTC±0 | 13:00 UTC±0  |               |                 |                  | Grindavík Publik: 271 Domare: Ivana Martinčić (Kroatien) | Grindavík Publik: 271 Domare: Ivana Martinčić (Kroatien) |

|             | 22 juni 2015 | Island | 0 – 5           | Tyskland                                                                        | Grindavíkurvöllur                                            |                                                              |
| 19:00 UTC±0 | 19:00 UTC±0  |        | (0 – 2) Rapport | 5′ Victoria Krug 35′, 43′ Stefanie Sanders 70′ Jule Dallmann 73′ Dina Orschmann | Grindavík Publik: 707 Domare: Barbara Bollenberg (Österrike) | Grindavík Publik: 707 Domare: Barbara Bollenberg (Österrike) |
| 19:00 UTC±0 | 19:00 UTC±0  |        |                 |                                                                                 | Grindavík Publik: 707 Domare: Barbara Bollenberg (Österrike) | Grindavík Publik: 707 Domare: Barbara Bollenberg (Österrike) |
| 19:00 UTC±0 | 19:00 UTC±0  |        |                 |                                                                                 | Grindavík Publik: 707 Domare: Barbara Bollenberg (Österrike) | Grindavík Publik: 707 Domare: Barbara Bollenberg (Österrike) |

|             | 25 juni 2015 | Tyskland | 0 – 4           | Spanien                                        | Akranesvöllur                                              |                                                            |
| 13:00 UTC±0 | 13:00 UTC±0  |          | (0 – 3) Rapport | 9′, 21′, 36′ Lucía García 80+4′ Aitana Bonmatí | Akranes Publik: 372 Domare: Vivian Peeters (Nederländerna) | Akranes Publik: 372 Domare: Vivian Peeters (Nederländerna) |
| 13:00 UTC±0 | 13:00 UTC±0  |          |                 |                                                | Akranes Publik: 372 Domare: Vivian Peeters (Nederländerna) | Akranes Publik: 372 Domare: Vivian Peeters (Nederländerna) |
| 13:00 UTC±0 | 13:00 UTC±0  |          |                 |                                                | Akranes Publik: 372 Domare: Vivian Peeters (Nederländerna) | Akranes Publik: 372 Domare: Vivian Peeters (Nederländerna) |

|             | 25 juni 2015 | Island                     | 1 – 3           | England                                                      | Akranesvöllur                                             |                                                           |
| 19:00 UTC±0 | 19:00 UTC±0  | Andrea Mist Pálsdóttir 66′ | (0 – 1) Rapport | 28′ Ashleigh Plumptre 44′ Charlotte Devlin 78′ Georgia Allen | Akranes Publik: 713 Domare: Ivana Projkovska (Makedonien) | Akranes Publik: 713 Domare: Ivana Projkovska (Makedonien) |
| 19:00 UTC±0 | 19:00 UTC±0  |                            |                 |                                                              | Akranes Publik: 713 Domare: Ivana Projkovska (Makedonien) | Akranes Publik: 713 Domare: Ivana Projkovska (Makedonien) |
| 19:00 UTC±0 | 19:00 UTC±0  |                            |                 |                                                              | Akranes Publik: 713 Domare: Ivana Projkovska (Makedonien) | Akranes Publik: 713 Domare: Ivana Projkovska (Makedonien) |

|             | 28 juni 2015 | Spanien                                 | 2 – 0           | Island | Kópavogsvöllur                                              |                                                             |
| 19:00 UTC±0 | 19:00 UTC±0  | Patricia Guijarro 17′ Andrea Sierra 63′ | (1 – 0) Rapport |        | Kópavogur Publik: 415 Domare: Ivana Projkovska (Makedonien) | Kópavogur Publik: 415 Domare: Ivana Projkovska (Makedonien) |
| 19:00 UTC±0 | 19:00 UTC±0  |                                         |                 |        | Kópavogur Publik: 415 Domare: Ivana Projkovska (Makedonien) | Kópavogur Publik: 415 Domare: Ivana Projkovska (Makedonien) |
| 19:00 UTC±0 | 19:00 UTC±0  |                                         |                 |        | Kópavogur Publik: 415 Domare: Ivana Projkovska (Makedonien) | Kópavogur Publik: 415 Domare: Ivana Projkovska (Makedonien) |

|             | 28 juni 2015 | Tyskland                                              | 5 – 0           | England | Fylkisvöllur                                                 |                                                              |
| 19:00 UTC±0 | 19:00 UTC±0  | Tanja Pawollek 2′ Stefanie Sanders 37′, 46′, 72′, 80′ | (2 – 0) Rapport |         | Reykjavik Publik: 243 Domare: Barbara Bollenberg (Österrike) | Reykjavik Publik: 243 Domare: Barbara Bollenberg (Österrike) |
| 19:00 UTC±0 | 19:00 UTC±0  |                                                       |                 |         | Reykjavik Publik: 243 Domare: Barbara Bollenberg (Österrike) | Reykjavik Publik: 243 Domare: Barbara Bollenberg (Österrike) |
| 19:00 UTC±0 | 19:00 UTC±0  |                                                       |                 |         | Reykjavik Publik: 243 Domare: Barbara Bollenberg (Österrike) | Reykjavik Publik: 243 Domare: Barbara Bollenberg (Österrike) |

### Grupp B
| Nr | Lag       | S | V | O | F | GM | IM | MS | P |
| -- | --------- | - | - | - | - | -- | -- | -- | - |
| 1  | Schweiz   | 3 | 2 | 1 | 0 | 5  | 3  | +2 | 7 |
| 2  | Frankrike | 3 | 2 | 0 | 1 | 4  | 2  | +2 | 6 |
| 3  | Norge     | 3 | 1 | 1 | 1 | 4  | 4  | 0  | 4 |
| 4  | Irland    | 3 | 0 | 0 | 3 | 0  | 4  | −4 | 0 |

|             | 22 juni 2015 | Irland | 0 – 1           | Frankrike           | Kópavogsvöllur                                               |                                                              |
| 13:00 UTC±0 | 13:00 UTC±0  |        | (0 – 0) Rapport | 65′ Emelyne Laurent | Kópavogur Publik: 227 Domare: Vivian Peeters (Nederländerna) | Kópavogur Publik: 227 Domare: Vivian Peeters (Nederländerna) |
| 13:00 UTC±0 | 13:00 UTC±0  |        |                 |                     | Kópavogur Publik: 227 Domare: Vivian Peeters (Nederländerna) | Kópavogur Publik: 227 Domare: Vivian Peeters (Nederländerna) |
| 13:00 UTC±0 | 13:00 UTC±0  |        |                 |                     | Kópavogur Publik: 227 Domare: Vivian Peeters (Nederländerna) | Kópavogur Publik: 227 Domare: Vivian Peeters (Nederländerna) |

|             | 22 juni 2015 | Schweiz                                | 2 – 2           | Norge                                     | Kópavogsvöllur                                          |                                                         |
| 19:00 UTC±0 | 19:00 UTC±0  | Géraldine Reuteler 36′ Lara Jenzer 48′ | (1 – 1) Rapport | 10′ Ingrid Kvernvolden 51′ Andrea Wilmann | Kópavogur Publik: 240 Domare: Viola Raudziņa (Lettland) | Kópavogur Publik: 240 Domare: Viola Raudziņa (Lettland) |
| 19:00 UTC±0 | 19:00 UTC±0  |                                        |                 |                                           | Kópavogur Publik: 240 Domare: Viola Raudziņa (Lettland) | Kópavogur Publik: 240 Domare: Viola Raudziņa (Lettland) |
| 19:00 UTC±0 | 19:00 UTC±0  |                                        |                 |                                           | Kópavogur Publik: 240 Domare: Viola Raudziņa (Lettland) | Kópavogur Publik: 240 Domare: Viola Raudziņa (Lettland) |

|             | 25 juni 2015 | Irland | 0 – 1           | Schweiz            | Vikingsvöllur                                                |                                                              |
| 13:00 UTC±0 | 13:00 UTC±0  |        | (0 – 0) Rapport | 55′ Alisha Lehmann | Reykjavik Publik: 317 Domare: Graziella Pirriatore (Italien) | Reykjavik Publik: 317 Domare: Graziella Pirriatore (Italien) |
| 13:00 UTC±0 | 13:00 UTC±0  |        |                 |                    | Reykjavik Publik: 317 Domare: Graziella Pirriatore (Italien) | Reykjavik Publik: 317 Domare: Graziella Pirriatore (Italien) |
| 13:00 UTC±0 | 13:00 UTC±0  |        |                 |                    | Reykjavik Publik: 317 Domare: Graziella Pirriatore (Italien) | Reykjavik Publik: 317 Domare: Graziella Pirriatore (Italien) |

|             | 25 juni 2015 | Frankrike                                      | 2 – 0           | Norge | Vikingsvöllur                                            |                                                          |
| 13:00 UTC±0 | 13:00 UTC±0  | Marie-Antoinette Katoto 20′ Hélène Fercocq 36′ | (2 – 0) Rapport |       | Reykjavik Publik: 283 Domare: Ivana Martinčić (Kroatien) | Reykjavik Publik: 283 Domare: Ivana Martinčić (Kroatien) |
| 13:00 UTC±0 | 13:00 UTC±0  |                                                |                 |       | Reykjavik Publik: 283 Domare: Ivana Martinčić (Kroatien) | Reykjavik Publik: 283 Domare: Ivana Martinčić (Kroatien) |
| 13:00 UTC±0 | 13:00 UTC±0  |                                                |                 |       | Reykjavik Publik: 283 Domare: Ivana Martinčić (Kroatien) | Reykjavik Publik: 283 Domare: Ivana Martinčić (Kroatien) |

|             | 28 juni 2015 | Norge                                  | 2 – 0           | Irland | Kópavogsvöllur                                          |                                                         |
| 13:00 UTC±0 | 13:00 UTC±0  | Jenny Norem 19′ Ingrid Kvernvolden 40′ | (2 – 0) Rapport |        | Kópavogur Publik: 205 Domare: Viola Raudziņa (Lettland) | Kópavogur Publik: 205 Domare: Viola Raudziņa (Lettland) |
| 13:00 UTC±0 | 13:00 UTC±0  |                                        |                 |        | Kópavogur Publik: 205 Domare: Viola Raudziņa (Lettland) | Kópavogur Publik: 205 Domare: Viola Raudziņa (Lettland) |
| 13:00 UTC±0 | 13:00 UTC±0  |                                        |                 |        | Kópavogur Publik: 205 Domare: Viola Raudziņa (Lettland) | Kópavogur Publik: 205 Domare: Viola Raudziņa (Lettland) |

|             | 28 juni 2015 | Frankrike           | 1 – 2           | Schweiz                                       | Fylkisvöllur                                                 |                                                              |
| 13:00 UTC±0 | 13:00 UTC±0  | Elisa De Almeida 9′ | (1 – 0) Rapport | 66′ Géraldine Reuteler 80+2′ Jolanda Stampfli | Reykjavik Publik: 233 Domare: Graziella Pirriatore (Italien) | Reykjavik Publik: 233 Domare: Graziella Pirriatore (Italien) |
| 13:00 UTC±0 | 13:00 UTC±0  |                     |                 |                                               | Reykjavik Publik: 233 Domare: Graziella Pirriatore (Italien) | Reykjavik Publik: 233 Domare: Graziella Pirriatore (Italien) |
| 13:00 UTC±0 | 13:00 UTC±0  |                     |                 |                                               | Reykjavik Publik: 233 Domare: Graziella Pirriatore (Italien) | Reykjavik Publik: 233 Domare: Graziella Pirriatore (Italien) |

## Slutspel

### Slutspelsträd
|  | Semifinaler    | Semifinaler |   |  | Final   | Final |  |
|  |                |             |   |  |         |       |  |
|  |                |             |   |  |         |       |  |
|  | Spanien (str.) | 1 (4)       |   |  |         |       |  |
|  | Frankrike      | 1 (3)       |   |  |         |       |  |
|  |                |             |   |  |         |       |  |
|  |                |             |   |  |         |       |  |
|  |                |             |   |  | Spanien | 5     |  |
|  |                | Schweiz     | 2 |  |         |       |  |
|  |                |             |   |  |         |       |  |
|  |                |             |   |  |         |       |  |
|  |                |             |   |  |         |       |  |
|  |                |             |   |  |         |       |  |
|  | Schweiz        | 1           |   |  |         |       |  |
|  | Tyskland       | 0           |   |  |         |       |  |

### Semifinaler
|             | 1 juli 2015 | Spanien                                                                        | 1 – 1 (str.)               | Frankrike                                                                         | Valsvöllur                                                   |                                                              |
| 13:00 UTC±0 | 13:00 UTC±0 | Natalia Montilla 79′                                                           | (0 – 0) Rapport            | 63′ Sarah Galera                                                                  | Reykjavik Publik: 807 Domare: Vivian Peeters (Nederländerna) | Reykjavik Publik: 807 Domare: Vivian Peeters (Nederländerna) |
| 13:00 UTC±0 | 13:00 UTC±0 |                                                                                |                            |                                                                                   | Reykjavik Publik: 807 Domare: Vivian Peeters (Nederländerna) | Reykjavik Publik: 807 Domare: Vivian Peeters (Nederländerna) |
| 13:00 UTC±0 | 13:00 UTC±0 | Lucía Rodríguez Natalia Montilla Aitana Bonmatí Patricia Guijarro Lucía García | Straffsparksläggning 4 – 3 | Jade Lebastard Tess Laplacette Inès Boutaleb Sarah Galera Marie-Antoinette Katoto | Reykjavik Publik: 807 Domare: Vivian Peeters (Nederländerna) | Reykjavik Publik: 807 Domare: Vivian Peeters (Nederländerna) |

|             | 1 juli 2015 | Schweiz           | 1 – 0           | Tyskland | Valsvöllur                                                 |                                                            |
| 19:00 UTC±0 | 19:00 UTC±0 | Amira Arfaoui 80′ | (0 – 0) Rapport |          | Reykjavik Publik: 579 Domare: Ivana Martinčić (Costa Rica) | Reykjavik Publik: 579 Domare: Ivana Martinčić (Costa Rica) |
| 19:00 UTC±0 | 19:00 UTC±0 |                   |                 |          | Reykjavik Publik: 579 Domare: Ivana Martinčić (Costa Rica) | Reykjavik Publik: 579 Domare: Ivana Martinčić (Costa Rica) |
| 19:00 UTC±0 | 19:00 UTC±0 |                   |                 |          | Reykjavik Publik: 579 Domare: Ivana Martinčić (Costa Rica) | Reykjavik Publik: 579 Domare: Ivana Martinčić (Costa Rica) |

### Final
|             | 4 juli 2015 | Spanien                                                                                                | 5 – 2           | Schweiz                                  | Valsvöllur                                                   |                                                              |
| 16:00 UTC±0 | 16:00 UTC±0 | Lucía García 6′ Luisa Felder 13′ (sjm.) Naomi Mégroz 50′ (sjm.) Carmen Menayo 64′ Lorena Navarro 80+2′ | (2 – 0) Rapport | 55′ Géraldine Reuteler 78′ Amira Arfaoui | Reykjavik Publik: 757 Domare: Barbara Bollenberg (Österrike) | Reykjavik Publik: 757 Domare: Barbara Bollenberg (Österrike) |
| 16:00 UTC±0 | 16:00 UTC±0 | |                 |                                          | Reykjavik Publik: 757 Domare: Barbara Bollenberg (Österrike) | Reykjavik Publik: 757 Domare: Barbara Bollenberg (Österrike) |
| 16:00 UTC±0 | 16:00 UTC±0 | |                 |                                          | Reykjavik Publik: 757 Domare: Barbara Bollenberg (Österrike) | Reykjavik Publik: 757 Domare: Barbara Bollenberg (Österrike) |

## Sammanställning
| Nr | Lag       | S | V | O | F | GM | IM | MS | P  |
| -- | --------- | - | - | - | - | -- | -- | -- | -- |
| 1  | Spanien   | 5 | 3 | 2 | 0 | 13 | 4  | +9 | 11 |
| 2  | Schweiz   | 5 | 3 | 1 | 1 | 8  | 8  | 0  | 10 |
| 3  | Frankrike | 4 | 2 | 1 | 1 | 5  | 3  | +2 | 7  |
| 3  | Tyskland  | 4 | 2 | 0 | 2 | 10 | 5  | +5 | 6  |
| 5  | Norge     | 3 | 1 | 1 | 1 | 4  | 4  | 0  | 4  |
| 5  | England   | 3 | 1 | 1 | 1 | 4  | 7  | −3 | 4  |
| 5  | Irland    | 3 | 0 | 0 | 3 | 0  | 4  | −4 | 0  |
| 5  | Island    | 3 | 0 | 0 | 3 | 1  | 10 | −9 | 0  |